# Hortus Suburbanus Calcuttensis
Hortus Suburbanus Calcuttensis (abreviado Hort. Suburb. Calcutt.) es un libro con ilustraciones y descripciones botánicas que fue escrito por el cirujano, y botánico danés-alemán Joachim Otto Voigt y publicado a título póstumo por William Griffith en Calcuta el año 1845 con el nombre de Hortus Suburbanus Calcuttensis: a catalogue of the plants which have been cultivated in the Hon. East India Company's Botanical Garden, Calcutta, and in the Serampore Botanical Garden, generally known as Dr. Carey's Garden, from the beginning of both establishments (1786 and 1800) to the end of August 1841.